# Axel Graatkjær
Axel Graatkjær (også kaldet Axel Sørensen) (født 19. januar 1885 i Århus, død 13. november 1969) var en dansk filmfotograf. Han var oprindeligt kommet til København for at uddanne sig til musiker, men for at tjene nogle penge til at leve for under studierne, tog han et arbejde som billet- og programsælger i Biograf-Theatret. Imidlertid tog filminteressen snart fat i ham. Allerede i begyndelsen af 1906 havde han optaget sin første film – en reportagefilm. Samme år blev Nordisk Films Kompagni grundlagt af Ole Olsen, og Axel fik her en vigtig rolle. Han optog i perioden 1906-1911 hovedparten af selskabets film. I 1913 blev Axel uenig med Nordisk Film, og tog i stedet imod et tilbud for at filme Asta Nielsens film for hendes tyske filmselskab.
Axel Graatkjær hed oprindeligt "Axel Sørensen", men tog omkring 1910 navneforandring. Han er også i forskellige film skrevet som Axel Sørensen Graatkjær, Axel Graatkjær, Axel Sörensen, A. Sørensen, Axel Graatkjær Sørensen eller Axel Sørensen. Han blev nævnt i Bovrup-kartoteket, som medlem af NSDAP,

## Filmografi

### Danske produktioner
| Som Axel Sørensen: - Anarkistens Svigermoder (instruktør Viggo Larsen, 1906) - En ny Hat til Madammen (instruktør Viggo Larsen, 1906) - Røverhøvdingen (instruktør Viggo Larsen, 1906) - Violinistens Roman (1906) - Vitrioldrama (1906) - Rivalinder (instruktør Viggo Larsen, 1906) - Kong Haakons Kroning i Trondhjem (instruktør Axel Sørensen, Ole Olsen, 1906) - Den hvide slavinde (instruktør Viggo Larsen, 1907) - Tryllesækken (instruktør Viggo Larsen, 1907) - Røverens Brud (instruktør Viggo Larsen, 1907) - Rosen (instruktør Viggo Larsen, 1907) - Den glade Enke (instruktør Viggo Larsen, 1907) - Den forfaldne Husleje (ubekendt instruktør, 1907) - Vikingeblod (instruktør Viggo Larsen, 1907) - En moderne Søhelt (instruktør Viggo Larsen, 1907) - Isbjørnejagt (instruktør Viggo Larsen, 1907) - Haanden (ubekendt instruktør, 1907) - Gaardmandssøn og Husmandsdatter (instruktør Viggo Larsen, 1907) - Fra Bagdad (ubekendt instruktør, 1907) - Angelo, Tyran fra Padua (instruktør Viggo Larsen, 1907) - Drengen med den sjette Sans (instruktør Viggo Larsen, 1907) - Falliten (instruktør Viggo Larsen, 1907) - Fyrtøjet (instruktør Viggo Larsen, 1907) - Der var engang (instruktør Viggo Larsen, Gustav Lund, 1907) - Kameliadamen (instruktør Viggo Larsen, 1907) - Flugten fra Seraillet (instruktør Viggo Larsen, 1907) - Løvejagten (instruktør Viggo Larsen, 1908) - Karneval (instruktør Viggo Larsen, 1908) - Kaliffens Æventyr (instruktør Viggo Larsen, 1908) - I Forbryderhænder (instruktør Viggo Larsen, 1908) - Havkongens Datter (ubekendt instruktør, 1908) - Et Folkesagn (instruktør Viggo Larsen, 1908) - Den falske Generaldirektør (instruktør Viggo Larsen, 1908) - Dansen paa Koldinghus (ubekendt instruktør, 1908) | - Den Blinde (instruktør Viggo Larsen, 1908) - Alene i Verden (instruktør Viggo Larsen, 1908) - Trilby (instruktør Viggo Larsen, 1908) - Sherlock Holmes i Livsfare (instruktør Viggo Larsen, 1908) - Othello (instruktør Viggo Larsen, 1908) - Møllen (ubekendt instruktør, 1908) - Musen (ubekendt instruktør, 1908) - Lille Hanne (instruktør Viggo Larsen, 1908) - Svend Dyrings Hus (instruktør Viggo Larsen, 1908) - Motorcyklisten (instruktør Viggo Larsen, 1908) - Testamentet (instruktør Viggo Larsen, 1908) - Barn i Kirke (instruktør Viggo Larsen, 1908) - Heksen og Cyklisten (instruktør Viggo Larsen, 1909) - Den nærsynede Guvernante (DK, 1909) - Anarkister ombord (instruktør Viggo Larsen, 1909) - Bjørnejagt i Rusland (instruktør Viggo Larsen, 1909) - Droske 519 (instruktør Viggo Larsen, 1909) - Pat Corner (instruktør Viggo Larsen, 1909) - Barnet som Velgører (instruktør Viggo Larsen, 1909) - Fabian paa Rottejagt (ubekendt instruktør, 1910) - Bjørnejagten (ubekendt instruktør, 1910) - Fabian som Afholdsmand (ubekendt instruktør, 1910) - Sangerindens Diamanter (instruktør Viggo Larsen, 1910) - Revolutionsbryllup (instruktør Viggo Larsen, 1910) - Fabian renser Kakkelovn (ubekendt instruktør, 1910) - Den hvide slavehandel (instruktør August Blom, 1910) - Fabians Skovtur (ubekendt instruktør, 1910) - Alkymistens Datter (instruktør Viggo Larsen) - En Arrestation med Ekstraforplejning (ubekendt instruktør) - Sherlock Holmes III (instruktør Viggo Larsen) - Sherlock Holmes II (instruktør Viggo Larsen) | Som Axel Graatkjær: - Balletdanserinden (instruktør August Blom, 1911) - Fiskeren og hans Brud (ubekendt instruktør, 1911) - En Lektion (instruktør August Blom, 1911) - Ved Fængslets Port (instruktør August Blom, 1911) - Kærlighedens Styrke (instruktør August Blom, 1911) - Den hvide slavehandels sidste offer (instruktør August Blom, 1911) - Hamlet (instruktør August Blom, 1911) - Den Sorte Hætte (instruktør William Augustinus, 1911) - Den farlige alder (instruktør August Blom, 1911) - Livets Baal (instruktør Eduard Schnedler-Sørensen, 1912) - Uden Nattegn (instruktør Christian Schrøder, 1912) - Dr. Gar el Hamas Flugt (instruktør Eduard Schnedler-Sørensen, 1912) - Strandingen i Vesterhavet (instruktør Eduard Schnedler-Sørensen, 1912) - Brudegaven (instruktør Christian Schrøder, 1912) - Ulykkens Galoscher (instruktør Eduard Schnedler-Sørensen, 1912) - Bornholmeruret (instruktør Eduard Schnedler-Sørensen, 1912) - Vor Tids Dame (instruktør Eduard Schnedler-Sørensen, 1912) - Dødsangstens Maskespil (instruktør Eduard Schnedler-Sørensen, 1912) - Hansa (Axel Graatkjær, instruktør Johan Ankerstjerne, 1912) - Vennerne fra Officersskolen (instruktør Eduard Schnedler-Sørensen, 1913) - Festforestilling i Snolderød (instruktør Eduard Schnedler-Sørensen, 1913) - Professor Buchs Rejseeventyr (instruktør Christian Schrøder, 1913) - instruktør Axel Breidahl som Hypnotisør (instruktør Axel Breidahl, 1913) - instruktør Axel Breidahls Lotterigevinst (instruktør Axel Breidahl, 1913) - instruktør Axel Breidahl morer sig (instruktør Axel Breidahl, 1913) - Privatdetektivens Offer (instruktør Sofus Wolder, 1913) - Gæstespillet (instruktør Eduard Schnedler-Sørensen, 1913) - Styrmandens sidste Fart (instruktør Eduard Schnedler-Sørensen, 1913) - Den gamle Majors Ungdomskærlighed (instruktør Axel Breidahl, 1913) - En farlig Forbryderske (instruktør Eduard Schnedler-Sørensen, 1913) - Hvor er Pelle? (instruktør Christian Schrøder, 1913) - Stemmeretskvinder (instruktør Lauritz Olsen, 1913) - Ramasjang i Kantonnementet (instruktør Christian Schrøder, 1913) - Dobbeltgængeren (ubekendt instruktør, 1913) - Guldmønten (instruktør August Blom, 1913) - Hvem var Forbryderen? (instruktør August Blom, 1913) - En Bryllupsaften paa Hotel (ubekendt instruktør, 1913) - Fader og Søn (instruktør Eduard Schnedler-Sørensen, 1913) - Et Skud i Mørket (instruktør Eduard Schnedler-Sørensen, 1913) - Frederik Buch som Dekoratør (instruktør Sofus Wolder, 1913) - Dixi som Pudsemand (instruktør Eduard Schnedler-Sørensen) - Et Mandfolk til Auktion (instruktør Axel Breidahl) - Amor paa Spil (instruktør Christian Schrøder) - En Dags simpelt Fængsel (instruktør Eduard Schnedler-Sørensen) |

### Tyske produktioner
| - Die Film-Primadonna (instruktør Urban Gad, 1913) - Engelein (instruktør Urban Gad, 1914) - Das Feuer (instruktør Urban Gad, 1914) - Das Kind ruft (instruktør Urban Gad, 1914) - Zapatas Bande (instruktør Urban Gad, 1914) - Vordertreppe und Hintertreppe (instruktør Urban Gad, 1914) - Die weissen Rosen (instruktør Urban Gad, 1914) - Die Tochter der Landstrasse (instruktør Urban Gad, 1915) - Die ewige Nacht (instruktør Urban Gad, 1916) | - Engeleins Hochzeit (instruktør Urban Gad, 1916) - Aschenbrödel (instruktør Urban Gad, 1917) - Kurfürstendamm (instruktør Richard Oswald, 1920) - Hamlet (Svend Gade, instruktør Heinz Schall, 1921) - Irrende Seelen (instruktør Carl Froelich, 1921) - Der Absturz (instruktør Ludwig Wolff, 1922) - Erdgeist (instruktør Leopold Jessner, 1923) - I.N.R.I. - Ein film der Menschlichkeit (instruktør Robert Wiene, 1923) |